# Parahyllisia
Parahyllisia is een kevergeslacht uit de familie van de boktorren (Cerambycidae). De wetenschappelijke naam van het geslacht werd voor het eerst geldig gepubliceerd in 1942 door Breuning.

## Soorten
Parahyllisia omvat de volgende soorten:
- Parahyllisia annamensis Breuning, 1942
- Parahyllisia hainanensis Breuning, 1966
- Parahyllisia indica Breuning, 1974